# El nuevo Alfred Hitchcock presenta
El nuevo Alfred Hitchcock presenta (en inglés, The new Alfred Hitchcock presents) es una serie de televisión estadounidense, transmitida entre 1985 y 1989. La emisión es una nueva versión de la originalmente realizada por CBS/NBC, Alfred Hitchcock presenta, emitida entre 1955 y 1965.
Esta serie es un thriller que inicialmente recreaba episodios antiguos aislados, en color, con nuevos actores y modernizándola para hacerla más entretenida y más atractiva al gran público, convirtiéndose posteriormente en una serie compuesta por episodios nuevos y remakes de los antiguos en color. La apuesta sólo duró una temporada, tras lo cual la CBS/NBC canceló la serie, que sobrevivió tres temporadas más siendo producida por USA Network.
En total se filmaron 76 episodios, todos en color. Incluso se colorearon las introducciones originales de Alfred Hitchcock, fallecido en 1980.

## Artistas invitados

### Piloto
| Actor            | Personaje          | Notas                                |
| ---------------- | ------------------ | ------------------------------------ |
| Ned Beatty       | Larry Broome       | Segmento: "Incident in a Small Jail" |
| Lee Ving         | Curt Venner        | Segmento: "Incident in a Small Jail" |
| Tony Frank       | Sheriff Noakes     | Segmento: "Incident in a Small Jail" |
| John Huston      | Carlos / Narrador  | Segmento: "Man from the South"       |
| Melanie Griffith | Muchacho           | Segmento: "Man from the South"       |
| Annette O'Toole  | Stella             | Segmento: "An Unlocked Window"       |
| Bruce Davison    | Betty Ames / Baker | Segmento: "An Unlocked Window"       |

### Otros episodios
| Actor                | Personaje                     |
| -------------------- | ----------------------------- |
| Melissa Sue Anderson | Laura Donovan, Julie Fenton   |
| Harvey Atkin         | Sam Wicks                     |
| Brian Bedford        | Sherlock Holmes, Stewart Dean |
| Robby Benson         | Ed                            |
| Rory Calhoun         | Jimmie Thurson                |
| David Cassidy        | Joey Mitchell                 |
| Shaun Cassidy        | Dale Thurston                 |
| John Colicos         | Carter Talbot                 |
| Mike Connors         | Robert Logan                  |
| Andy Garcia          | Alejandro                     |
| Bruce Gray           | Bryan Holland                 |
| Arsenio Hall         | Cleavon                       |
| Mark Hamill          | Danny Carlyle                 |
| Noel Harrison        | Charles Blanchard             |
| Art Hindle           | Alton Brooks                  |
| Barclay Hope         | Harvey                        |
| Van Johnson          | Art Bellasco                  |
| Martin Landau        | Wallace Garrison              |
| Cec Linder           | Dr. Hoffman                   |
| Ann-Marie MacDonald  | Denise Tyler                  |
| Patrick Macnee       | Thaddeus                      |
| E.G. Marshall        | Charlie Pitt                  |
| David McCallum       | Ten. Cavanaugh                |
| Neil Munro           | David Barclay                 |
| Anthony Newley       | Phil Halloran                 |
| Kathleen Quinlan     | Karen Wilson                  |
| Marion Ross          | Margaret Sturdevant           |
| Martin Sheen         | Paul Dano                     |
| Cedric Smith         | Paul Stevens                  |
| Brent Stait          | Jim Sweeney                   |
| Parker Stevenson     | Clark Taylor                  |
| Eli Wallach          | Yosef Kandinsky               |
| Rod Wilson           | Eddie                         |
| Edward Woodward      | Drummond                      |